# Retro Puppet Master
Série
Le Retour des Puppet Master
(1998) Puppet Master: The Legacy
(2004)
Pour plus de détails, voir Fiche technique et Distribution.
Retro Puppet Master est un film américain réalisé par David DeCoteau en 1999.

## Synopsis
En 1941, juste après les événements de Puppet Master III : La Revanche de Toulon, Toulon et ses amis décident de se réfugier dans une auberge suisse. Lors de leur fuite, ils découvrent dans le coffre dans leur voiture une vieille marionnette en bois nommée Cyclope.

## Fiche technique
- Réalisation : David DeCoteau
- Scénario : Benjamin Carr, Charles Band, David Schmoeller
- Producteur : Charles Band
- Musique : John Massari
- Genre : Horreur et fantastique
- Durée : 95 minutes
- Sortie : 9 novembre 1999 (États-Unis)
- Interdit aux moins de 12 ans

## Distribution
- Greg Sestero : André Toulon
- Jack Donner : Afzel
- Stephen Blackehart : premier serviteur de Sutekh
- Brigitta Dau : Iisa
- Guy Rolfe : André Toulon âgé
- Robert Radoveanu : second serviteur de Sutekh
- Vitalie Bantas : troisième serviteur de Sutekh
- Sando Teodor : Latour
- George Calin : Valentin
- Giuliano Doman : Vigo
- Vlad Dulea : Duval
- Dan Fintescu : le jeune mendiant

## Autour du film
L'histoire se passe avant le premier épisode de la saga Puppet Master : il s'agit donc d'une préquelle.
Le film a remporté un succès assez impressionnant, dû surtout à l'histoire du film qui permet d'en savoir un peu plus sur André Toulon et les Puppet Masters.